# Aeroporto Internazionale di Kansas City
L'Aeroporto Internazionale di Kansas City è un aeroporto internazionale, situato a 24 km dal centro di Kansas City nel Missouri, negli Stati Uniti d'America.

## Curiosità
L’aeroporto presenta numerose vie, intitolate alle grandi città del mondo.